# Rio di Vallenzona
Rio di Vallenzona este o arie protejată (arie specială de conservare — SAC, sit de importanță comunitară — SCI) din Italia întinsă pe o suprafață de 118 ha, integral pe uscat.

## Localizare
Centrul sitului Rio di Vallenzona este situat la coordonatele 44°36′50″N 9°05′40″E / 44.613889°N 9.094444°E.

## Înființare
Situl Rio di Vallenzona a fost declarat sit de importanță comunitară în iunie 1995 pentru a proteja 23 de specii de animale. Situl a fost protejat și ca arie specială de conservare în octombrie 2016.

## Biodiversitate
Situată în ecoregiunea continentală, aria protejată conține 7 habitate naturale: Fânețe de joasă altitudine (Alopecurus pratensis, Sanguisorba officinalis), Formațiuni de Juniperus communis pe lande sau pajiști calcaroase, Pajiști uscate seminaturale și facies de acoperire cu tufișuri pe substraturi calcaroase (Festuco-Brometalia) (* situri importante pentru orhidee), Păduri aluvionare cu Alnus glutinosa și Fraxinus excelsior (Alno-Padion, Alnion incanae, Salicion albae), Păduri de stejar alb estice, Liziere de ierburi înalte hidrofile de câmpie și de nivel montan până la alpin, Izvoare petrifiante cu formare de travertin (Cratoneurion).
La baza desemnării sitului se află mai multe specii protejate:
- păsări (19): pițigoi codat (Aegithalos caudatus), lăstunul mare (Apus apus), caprimulg (Caprimulgus europaeus), florinte (Chloris chloris), cuc (Cuculus canorus), ciocănitoare pestriță mare (Dendrocopos major), presură bărboasă (Emberiza cirlus), măcăleandru (Erithacus rubecula), cinteză (Fringilla coelebs), gaiță (Garrulus glandarius), sfrâncioc roșiatic (Lanius collurio), ciocârlie de pădure (Lullula arborea), pițigoi mare (Parus major), codroșul de pădure (Phoenicurus phoenicurus), pitulice de munte (Phylloscopus bonelli), pitulice de munte (Phylloscopus collybita), silvie cu cap negru (Sylvia atricapilla), mierlă (Turdus merula), sturz-cântător (Turdus philomelos)
- amfibieni (2): Salamandrina terdigitata, Speleomantes strinatii
- mamifere (1): lupul (Canis lupus)
- nevertebrate (1): Euplagia quadripunctaria

Pe lângă speciile protejate, pe teritoriul sitului au mai fost identificate 8 specii de plante, 2 specii de păsări, 3 specii de amfibieni, 3 specii de nevertebrate, 2 specii de reptile.